# Artur Grass
Artur Grass (* 16. Februar 1992 in Saran) ist ein ehemaliger deutsch-kasachischer Eishockeyspieler und aktueller -trainer, der seit 2023 beim ERC Ingolstadt als „Development Coach“ und Cheftrainer der Juniorenmannschaft in der Deutschen Nachwuchsliga (DNL) unter Vertrag steht. Der Flügelstürmer absolvierte unter anderem zwei Partien für die Hannover Scorpions in der Deutschen Eishockey Liga (DEL) sowie 17 Spiele für die Bietigheim Steelers in der 2. Bundesliga. 

## Karriere
Mit dem Eishockeyspielen begann Artur Grass im Nachwuchs des Schwenninger ERC, für den er zuletzt bis 2007 in der Schüler-Bundesliga aktiv war. Nach einer Saison in der Juniorenmannschaft des ESV Kaufbeuren spielte er von 2008 bis 2011 für unterschiedliche Teams des SC Bietigheim-Bissingen. In der Spielzeit 2010/11 kam er dabei auch für die Profimannschaft in der 2. Bundesliga zum Einsatz. Zur Saison 2011/12 erhielt er einen Profivertrag bei den Hannover Scorpions in der Deutschen Eishockey Liga (DEL), nachdem er sich in einem Casting durchgesetzt hatte. Der Flügelstürmer kam allerdings nur zu zwei Einsätzen in der DEL und verbrachte den Großteil der Spielzeit bei den Saale Bulls Halle in der Oberliga. Anschließend war er in derselben Liga ein Jahr lang für den Herforder EV aktiv, bevor er zu den Hannover Indians wechselte. In vier Spielzeiten absolvierte er 178 Partien für den Klub und erzielte dabei 55 Tore. Im Jahr 2017 beendete er seine Spielerkarriere.

### Trainerlaufbahn
Schon als Spieler in Bietigheim schuf Grass mit dem Erwerb der C-Lizenz die Grundlage für eine spätere Tätigkeit als Trainer. Nach seinem Karriereende übernahm er dann im Jahr 2017 das U14-Team der Hannover Indians und begleitete es drei Jahre lang bis in die U17. Im Jahr 2019 gewann er mit der Mannschaft die Norddeutsche Meisterschaft im U15-Bereich. Im Sommer 2020 übernahm er von Boris Blank die Juniorenmannschaft der Young Roosters. In der Saison 2022/23 stieg er mit dem Team in die höchste Spielklasse der Deutschen Nachwuchsliga (DNL) auf. Zudem war er in Iserlohn als „Development Coach“ und zeitweise als Assistenztrainer auch Bindeglied zwischen dem Nachwuchs und der Profimannschaft in der DEL. Dieselbe Doppelrolle – DNL-Cheftrainer und „Development Coach“ des DEL-Teams – hat er im Jahr 2023 beim ERC Ingolstadt übernommen.

## Erfolge und Auszeichnungen
- 2019 Norddeutscher Meister mit der U15-Mannschaft der Hannover Indians
- 2023 Aufstieg in die Deutsche Nachwuchsliga mit den Young Roosters

## Karrierestatistik
(Legende zur Spielerstatistik: Sp oder GP = absolvierte Spiele; T oder G = erzielte Tore; V oder A = erzielte Assists; Pkt oder Pts = erzielte Scorerpunkte; SM oder PIM = erhaltene Strafminuten; +/− = Plus/Minus-Bilanz; PP = erzielte Überzahltore; SH = erzielte Unterzahltore; GW = erzielte Siegtore; 1 Play-downs/Relegation; Kursiv: Statistik nicht vollständig)